# 關山村
關山村隸屬於浙江省湖州市吳興區妙西鎮，關山村地處妙西鎮南部，距離妙西鎮鎮區8公里，東臨石山村，南接埭溪鎮，西與長興縣相連，北靠稍康村，氣候溫暖濕潤，四季分明、雨熱同季，村域內多山地，地形較為複雜。全村總面積7.47平方公裏，由6個自然村組成，總人口1064人。